# Antoine Prioré
Antoine Prioré o Priore (Trieste, 10 aprile 1912 – 9 maggio 1983) è stato un ingegnere italiano, noto per aver inventato un controverso dispositivo elettromagnetico che, a suo dire, poteva curare il cancro.
Gli esperti medici hanno respinto le sue affermazioni e definito lo stesso Prioré come un ciarlatano.

## Biografia
Prioré è nato a Trieste, in Italia; ha studiato ingegneria elettronica ed era un tecnico radar per la Marina italiana. (Perisse, 1984) Fu prigioniero dell'occupazione nazista tedesca di Bordeaux, in Francia, fino a quando non fu salvato dal capitano di polizia e membro della Resistenza francese nel 1944, Louis Durand. (Bird, 1984)
Priore lavorò per 25 anni (tra il 1950 e il 1975) a Bordeaux e costruì una serie di dispositivi elettromagnetici capaci di produrre un forte campo magnetico di 600 gauss (60 mT ) o più allo scopo di curare il cancro e le malattie.
Il suo ultimo dispositivo è stato finanziato dal governo francese con l'aiuto dell'ex primo ministro francese Jacques Chaban-Delmas. Prioré ha anche costruito un apparecchio di grandi dimensioni (M-600) con lo scopo di curare le persone con il cancro. (Graille, 1984) Egli ha affermato di aver trattato con il suo dispositivo una serie di animali affetti da cancro, ma si è guastato prima che potesse essere utilizzato sui pazienti umani. (Graille, 1984) Prioré sosteneva di aver curato un certo numero di malati terminali di cancro con i suoi primi dispositivi. (Bird, 1984) La ricerca di Prioré ha attirato l'attenzione dei media francesi nel 1965 che l'hanno soprannominata "L'affaire Priore".
Nel 1965, un evento rivelò un possibile gioco sporco nella ricerca sperimentale di Prioré rche coinvolgeva i "topi inglesi". I topi con tumori sperimentali inviati a Prioré dal Chester Beatty Institute in Inghilterra conducono a delle polemiche sulla sua ricerca. Dopo che Prioré ha esposto i topi alle radiazioni dei suoi dispositivi, sono stati rimandati all'istituto. Gli scienziati dell'Istituto hanno affermato che i topi che gli sono stati restituiti non erano autentici perché hanno rifiutato nuovi innesti di cancro. Uno scienziato dell'istituto, Pierette Chateaurenaud-Duprat, ribatté l'affermazione dichiarando che i topi mostravano segni di immunità ai tumori che gli erano stati originariamente innestati. (Graille, 1984) I colleghi di Prioré hanno sostenuto le sue ricerche fino alla sua morte nel 1983. L'immunologo Raymond Pautrizel e Robert Courier, ex segretario dell'Accademia francese delle scienze, hanno pubblicato una serie di note sulla ricerca di Prioré negli atti dell'Accademia francese. (Graille, 1984) Pautrizel, un apologeta, classificò la metodologia di Prioré come immunologica in natura, poiché si dice che gli animali inoculati con dosi mortali di parassiti sarebbero stati curati con le radiazioni di Prioré. Secondo Bird (1984), un sostenitore, la metodologia di Priore era anche caratterizzata dal rafforzamento del sistema immunitario dei soggetti, consentendo loro di guarire da soli da malattie incurabili.
Antoine Prioré morì il 9 maggio 1983 a causa di un ictus. (Perisse, 1984) Jean-Michel Graille, un giornalista francese, incontrò Raymond Pautrizel col quale scrisse un libro sulla faccenda di Priore, Dossier Priore .

## Reazione critica
Prioré è stato accusato dall'Accademia francese delle scienze di aver manipolato i suoi dati scientifici. I giornalisti francesi l'hanno anche accusato di non aver compreso la sua stessa tecnica per curare il cancro e le malattie. Prioré non ha mai esposto il suo metodo esatto, credendo che gli altri lo ruberebbero solamente per i propri fini. I membri dell'Accademia francese delle scienze e i media hanno egualmente messo seriamente in dubbio la legittimità della ricerca di Prioré, con molti che lo accusano di frode. (Graille, 1984)
L'Ufficio di ricerca navale degli Stati Uniti ha valutato i brevetti di Prioré, i quali sembravano deliberatamente essere poco chiari, lasciando poche informazioni per accertare il funzionamento meccanico ed elettromagnetico dei dispositivi di Prioré. Il fisico Pierre Aigrain, capo della delegazione generale per la ricerca scientifica e tecnica (DGRST), ha scritto che "gli effetti biologici derivanti dalle radiazioni emesse dall'apparato di M Priore non hanno alcun legame con il cancro ... parlare di un apparato terapeutico in grado di aiutare i malati è puro romanticismo ".
Anche l'educazione di Prioré è stata messa in discussione. Ad esempio, Solly Zuckerman ha descritto Prioré come un "tecnico elettronico autodidatta".